# دفنة بردية
دفنة بردية أو دفنة قنابي (الاسم العلمي: Daphne papyracea) هي نوع من النباتات تتبع جنس الدفنة من الفصيلة المثنانية.